# Microgaster cincticornis
Microgaster cincticornis är en stekelart som beskrevs av De Saeger 1944. Microgaster cincticornis ingår i släktet Microgaster och familjen bracksteklar. Inga underarter finns listade i Catalogue of Life.